# Pyridalyl
Pyridalyl ist eine chemische Verbindung und ein Insektizid des japanischen Chemiekonzerns Sumitomo Chemical. Pyridalyl ist die erste Verbindung aus einer neuen Wirkstoffgruppe.

## Verwendung
Pyridalyl wird als Pestizid gegen Schmetterlings- und Fransenflügler eingesetzt, unter anderem gegen den Asiatischen Baumwollwurm (Spodoptera litura) oder die Kohlschabe. Es zeigte sich auch als wirksam gegen Frankliniella occidentalis, wobei die Toxizität gegenüber den Larven höher war als gegenüber den erwachsenen Tieren.

## Zulassung
Pyridalyl wurde erstmals 2004 in Japan und Südkorea als Pflanzenschutzmittel zugelassen. Es war ab Juli 2014 in der EU nach Verordnung (EG) Nr. 1107/2009 zugelassen. Die Zulassung lief zehn Jahre nach Zulassungsbeginn zum 30. Juni 2024 aus. Der ADI-Wert für Rückstände in Lebensmitteln beträgt 0,03 mg/kg Körpergewicht.